# 入広瀬駅
入広瀬駅（いりひろせえき）は、新潟県魚沼市大栃山にある、東日本旅客鉄道（JR東日本）只見線の駅である。

## 歴史
- 1942年（昭和17年）11月1日：只見線・小出 - 大白川間開通の際に開設[1]。
- 1976年（昭和51年）9月10日：貨物の取り扱いを廃止[2]。
- 1981年（昭和56年）4月1日：業務委託駅となる[3]。
- 1984年（昭和59年）2月1日：荷物の扱いを廃止[2]。
- 1985年（昭和60年）3月14日：駅員無配置駅となる[4]。
- 1987年（昭和62年）4月1日：国鉄分割民営化により、JR東日本の駅となる[5]。
- 1988年（昭和63年）
  - 11月14日：開業当初からの木造駅舎を取り壊し。
  - 12月6日：現駅舎が竣工[6]。
- 2010年（平成22年）4月1日：簡易委託の取り扱い終了により、無人化。

## 駅構造
単式ホーム1面1線のホームと側線1本を有する地上駅である。国鉄時代は島式1面2線の交換可能駅だった。この側線は当駅の小出方で本線から分岐し、当駅のホームを外れたところにある車庫に至っている。
かつては簡易委託駅であったが、現在は越後湯沢駅管理の無人駅である。
駅舎は1988年（昭和63年）12月に改築された鉄筋造の一部二階建てで、「雪国観光会館」との合築である。延床面積は367.1平方メートルで、入広瀬村村制100周年記念のタイムカプセルが埋め込まれている。入広瀬の物産の販売をしていたほか、旧駅をしのぶ展示（旧駅名標や旧駅舎の写真、大白川 - 只見開通時の記念切符、行先標など）や、入広瀬の物産の展示、入広瀬村の歩みを豊富な資料と展示物で紹介する部屋などもあった。

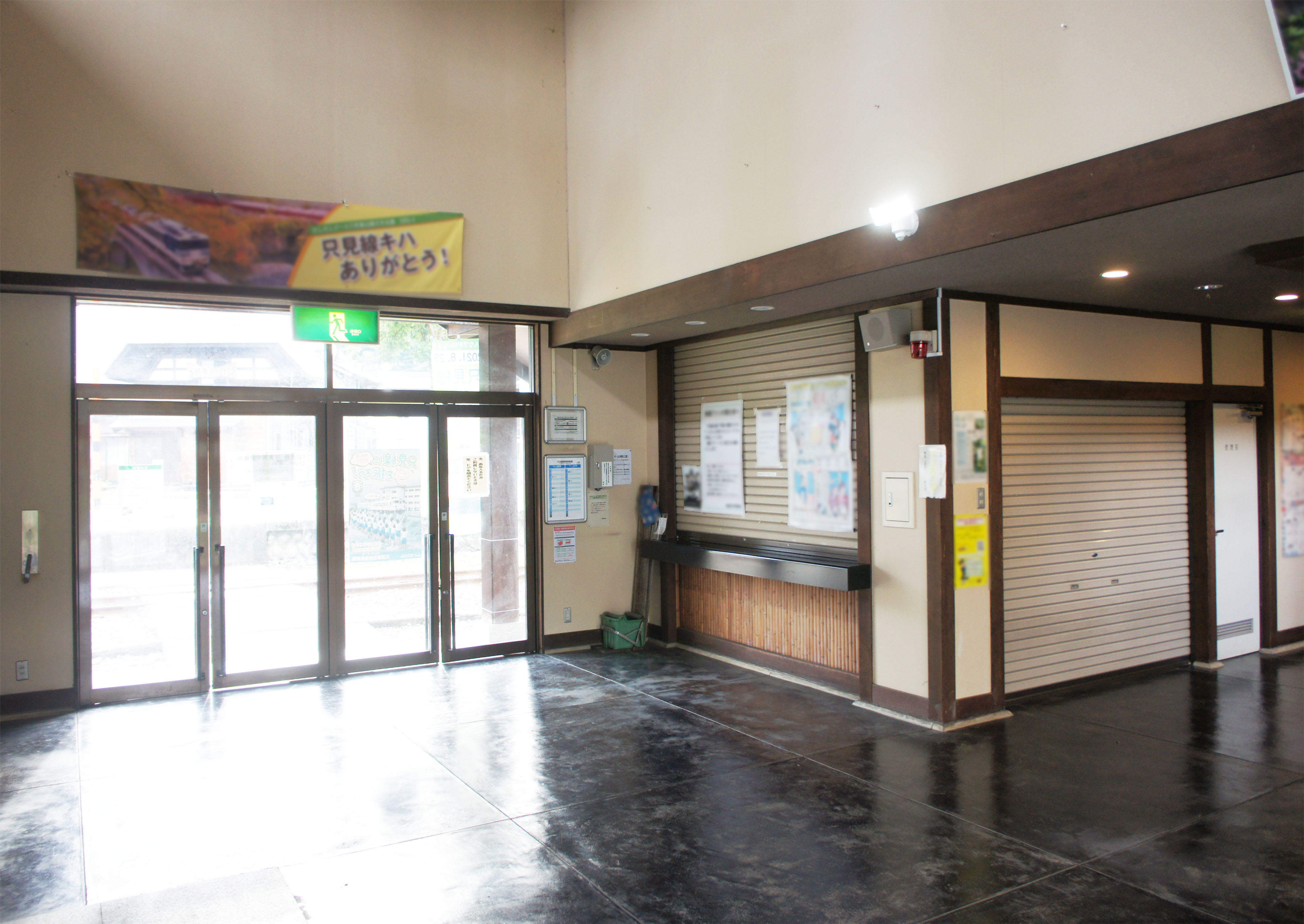
コンコース（2021年9月）
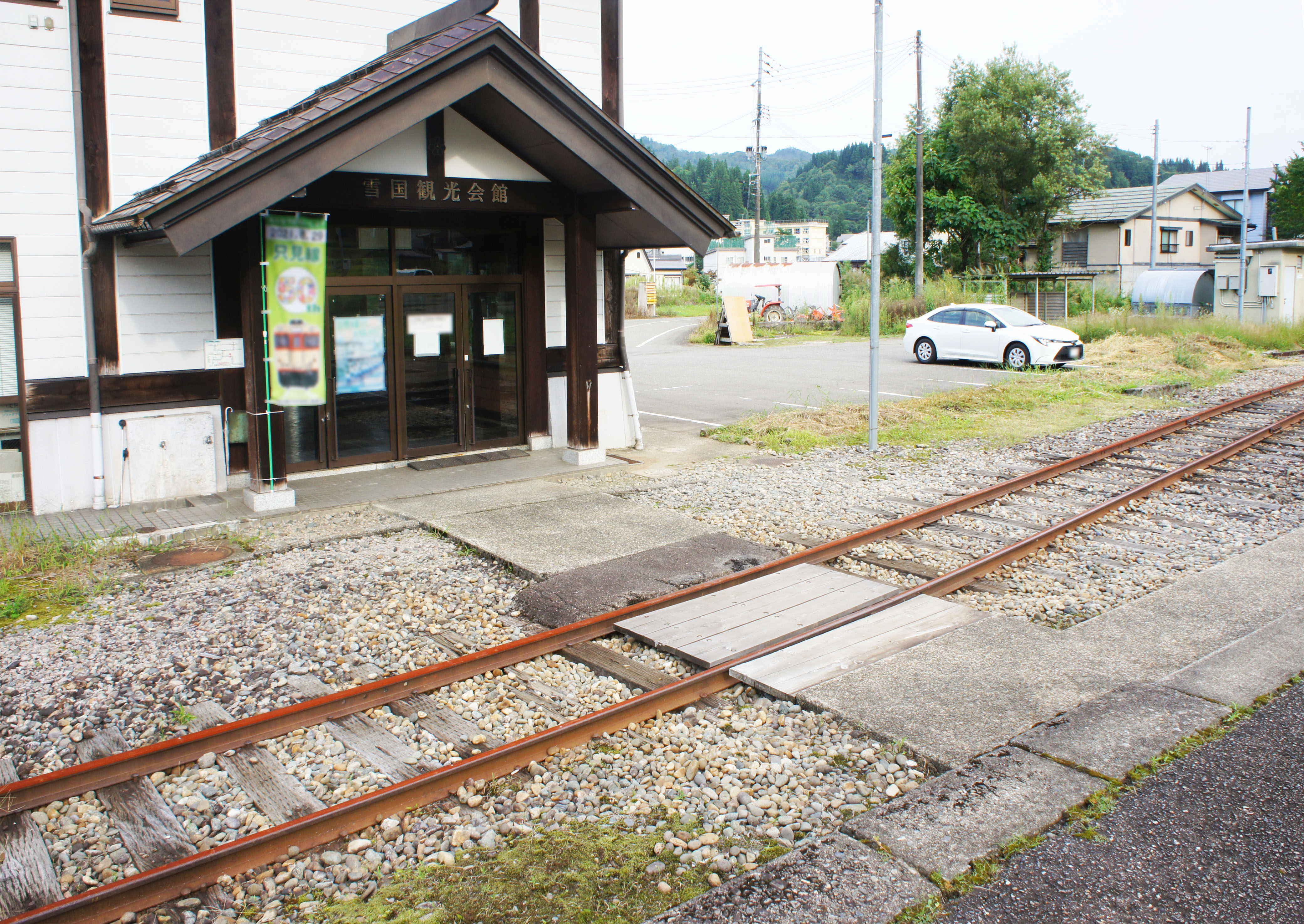
構内踏切（2021年9月）
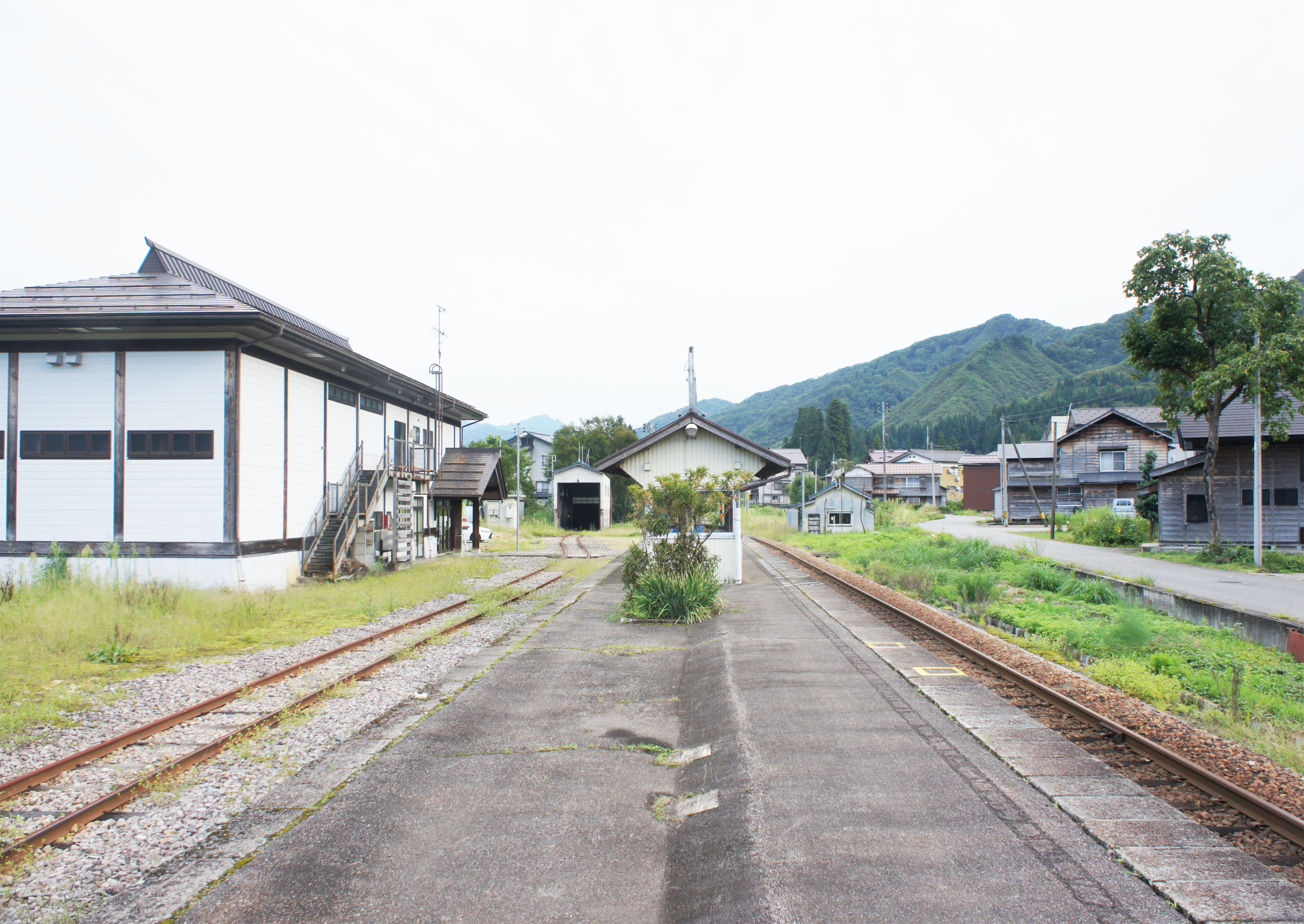
ホーム（2021年9月）

## 利用状況
JR東日本によると、2000年度（平成12年度）- 2008年度（平成20年度）の1日平均乗車人員の推移は以下のとおりであった。
| 乗車人員推移       | 乗車人員推移     | 乗車人員推移   |
| 年度               | 1日平均 乗車人員 | 出典           |
| ------------------ | ---------------- | -------------- |
| 2000年（平成12年） | 48               | [ 利用客数 1 ] |
| 2001年（平成13年） | 56               | [ 利用客数 2 ] |
| 2002年（平成14年） | 54               | [ 利用客数 3 ] |
| 2003年（平成15年） | 47               | [ 利用客数 4 ] |
| 2004年（平成16年） | 38               | [ 利用客数 5 ] |
| 2005年（平成17年） | 37               | [ 利用客数 6 ] |
| 2006年（平成18年） | 37               | [ 利用客数 7 ] |
| 2007年（平成19年） | 36               | [ 利用客数 8 ] |
| 2008年（平成20年） | 31               | [ 利用客数 9 ] |

## 駅周辺
駅から徒歩数分のところに市の入広瀬庁舎や小学校があり、旧入広瀬村時代からの地域の中心地となっている。
周辺エリアは入広瀬村時代に当時の村長によって観光開発が盛んに進められ、寿和温泉をはじめとする多くの観光施設や、大都市住民向けのセカンドハウスが整備された（詳細は入広瀬村#名所・旧跡・観光スポット・祭事・催事）。ただし、日本ワイルドフード植物園など一部は魚沼市となった以降に閉鎖された。
また、駅周辺の沿線では毎年秋に案山子が並べられ、列車に手を振る光景が見られる。
- 魚沼市役所入広瀬庁舎（旧・入広瀬村役場）
- 入広瀬郵便局
- 国道252号
- 道の駅いりひろせ
  - 鏡ヶ池
- 小出警察署入広瀬駐在所
- 北魚沼農業協同組合 入広瀬支店
- 池ノ峠
- 魚沼市立入広瀬小学校
- 寿和温泉
- 手しごと手ほどき館
- 野山の幸資料館（休業）
- 越後ハーブ香園入広瀬

## バス路線
当駅から南へ徒歩約1分の「入広瀬駅角」バス停にて、越後交通グループの南越後観光バスによる路線バス（UA 小出＝上条＝穴沢 線）が運行されている。なお、当駅周辺で（小出方面）→鏡ヶ池→…→穴沢→入広瀬駅角→…→鏡ヶ池→（小出方面）のように周回して折り返す運行形態となっている。

## 隣の駅
東日本旅客鉄道（JR東日本）
■只見線
大白川駅 - *（臨）柿ノ木駅 - 入広瀬駅 - 上条駅
*打消線は廃駅

### 記事本文
1. 1 2  歴史でめぐる鉄道全路線 国鉄・JR 6号、22頁
2. 1 2  石野哲 編『停車場変遷大事典 国鉄・JR編』 II（初版）、JTB、1998年10月1日、523頁。ISBN 978-4-533-02980-6。
3. ↑  日本国有鉄道新潟鉄道管理局経理部情報管理室 編『鉄道要覧 昭和58年度』日本国有鉄道新潟鉄道管理局、1984年8月、16頁。全国書誌番号:86002576。
4. ↑  「通報 ●福知山線石生駅ほか147駅の駅員無配置について（旅客局）」『鉄道公報号外』日本国有鉄道総裁室文書課、1985年3月12日、15-16面。
5. ↑  歴史でめぐる鉄道全路線 国鉄・JR 6号、23頁
6. 1 2 3  「駅舎改築しゅん工 JR只見線 大白川と入広瀬駅」『交通新聞』交通新聞社、1988年12月13日、1面。
7. ↑  “魚沼市社会教育施設再編計画”.   魚沼市 (2013年). 2021年3月27日閲覧。[リンク切れ]
8. ↑  「世相映すかかし 列車からも楽しんで 魚沼・入広瀬 只見線沿いに設置」『新潟日報』2021年9月3日。[リンク切れ]
9. ↑  “小出～上条～穴沢線（平日時刻表）” (PDF). 南越後観光バス株式会社 | 新潟県南魚沼市の一般路線バス、貸切・観光バス情報.   南越後観光バス. 2025年5月8日閲覧。
10. ↑  “小出～上条～穴沢線（土休日時刻表）” (PDF). 南越後観光バス株式会社 | 新潟県南魚沼市の一般路線バス、貸切・観光バス情報.   南越後観光バス. 2025年5月8日閲覧。

### 利用状況
1. ↑  “各駅の乗車人員（2000年度）”.   東日本旅客鉄道. 2019年3月8日閲覧。
2. ↑  “各駅の乗車人員（2001年度）”.   東日本旅客鉄道. 2019年3月8日閲覧。
3. ↑  “各駅の乗車人員（2002年度）”.   東日本旅客鉄道. 2019年3月8日閲覧。
4. ↑  “各駅の乗車人員（2003年度）”.   東日本旅客鉄道. 2019年3月8日閲覧。
5. ↑  “各駅の乗車人員（2004年度）”.   東日本旅客鉄道. 2019年3月8日閲覧。
6. ↑  “各駅の乗車人員（2005年度）”.   東日本旅客鉄道. 2019年3月8日閲覧。
7. ↑  “各駅の乗車人員（2006年度）”.   東日本旅客鉄道. 2019年3月8日閲覧。
8. ↑  “各駅の乗車人員（2007年度）”.   東日本旅客鉄道. 2019年3月8日閲覧。
9. ↑  “各駅の乗車人員（2008年度）”.   東日本旅客鉄道. 2019年3月8日閲覧。